# Untermodul
Der Begriff Untermodul verallgemeinert den Begriff des Untervektorraumes eines Vektorraums auf einen Modul über einem Ring.

## Definition
Sei {\displaystyle M} ein Rechtsmodul über dem unitären Ring {\displaystyle R}.
Eine Untergruppe {\displaystyle U} von {\displaystyle M} heißt {\displaystyle R}-Untermodul, wenn {\displaystyle U} abgeschlossen ist bezüglich der Multiplikation mit Elementen aus {\displaystyle R}.
Das bedeutet:  Für alle {\displaystyle u\in U} und alle {\displaystyle r\in R} ist {\displaystyle u\cdot r\in U}. Entsprechend wird der Begriff für Linksmoduln erklärt.

### Beispiele und weitere Definitionen
- Jeder Modul {\displaystyle M} besitzt den trivialen Untermodul {\displaystyle \{0\}} und den Untermodul {\displaystyle M}.
- Ist {\displaystyle M} ein Rechtsmodul und {\displaystyle m\in M}, so ist {\displaystyle m\cdot R:=\{m\cdot r\mid r\in R\}} ein Untermodul von {\displaystyle M}. Es ist der von {\displaystyle m} erzeugte zyklische Untermodul.
- Ist {\displaystyle I} ein Rechtsideal des Ringes {\displaystyle R}, so ist {\displaystyle I} ein {\displaystyle R}-Untermodul von {\displaystyle R} als Rechtsmodul.
- Sind {\displaystyle U,V} Untermoduln von {\displaystyle M}, so ist {\displaystyle U+V:=\{u+v\mid u\in U,v\in V\}} ein Untermodul von {\displaystyle M}. Es ist der kleinste Untermodul von {\displaystyle M}, der {\displaystyle U} und {\displaystyle V} enthält.
- Ist {\displaystyle (U_{i}\mid i\in I)} eine Familie von Untermoduln, so ist {\displaystyle \bigcap U_{i}} ein Untermodul. Es ist der größte Untermodul, der in allen {\displaystyle U_{i}} enthalten ist.
- Die Vereinigung von Untermoduln ist im Allgemeinen kein Untermodul. So sind {\displaystyle 2\mathbb {Z} ,3\mathbb {Z} } Untermoduln von {\displaystyle \mathbb {Z} }, aber {\displaystyle 5=2+3\notin 2\mathbb {Z} \cup 3\mathbb {Z} }.

## Summe von Untermoduln
- Ist {\displaystyle M_{R}} ein Rechtsmodul über dem Ring {\displaystyle R} und {\displaystyle (U_{i})_{i\in I}} eine Familie von Untermoduln, so ist

{\displaystyle \sum _{i\in I}U_{i}=\left\{\sum _{i\in I_{e}}u_{i}\mid I_{e}{\text{ endlich}},\ I_{e}\subset I\right\}}
ein Untermodul. Es ist die Summe der Untermoduln {\displaystyle (U_{i})_{i\in I}}.
- Sei {\displaystyle X\subset M_{R}} eine Teilmenge von {\displaystyle M_{R}}. Dann ist

{\displaystyle \bigcap \{V\mid V{\text{ Untermodul von }}M,X\subset V\}=\sum _{x\in X}xR}
der kleinste Untermodul von {\displaystyle M_{R}}, welcher die Menge {\displaystyle X} enthält. Ist 
{\displaystyle U=\sum _{x\in X}xR,}
so erzeugt {\displaystyle X} den Untermodul {\displaystyle U}. Man sagt auch {\displaystyle X} ist ein Erzeugendensystem von {\displaystyle U}.
- Wird der Untermodul {\displaystyle U\subset M_{R}} von einer endlichen Menge {\displaystyle X} erzeugt, so heißt {\displaystyle U} endlich erzeugt. Ist die Menge {\displaystyle X=\{x_{1},\dots ,x_{n}\}}, so ist {\displaystyle \textstyle U=\sum _{i=1}^{n}x_{i}R}.
- Ein Modul {\displaystyle M_{R}} heißt einfach, wenn der einzige echte Untermodul {\displaystyle \{0\}}  ist. Ein Untermodul {\displaystyle U} von {\displaystyle M_{R}}  heißt maximal, wenn für alle Untermoduln {\displaystyle V} mit {\displaystyle U\subset V\subset M_{R}} gilt: {\displaystyle U=V} oder {\displaystyle V=M_{R}}. Ein Modul {\displaystyle 0\neq M_{R}} ist genau dann einfach, wenn jeder zyklische Untermodul {\displaystyle 0\neq U} schon gleich {\displaystyle M_{R}} ist. Ist {\displaystyle U\subsetneq M_{R}} ein echter Untermodul eines endlich erzeugten Moduls {\displaystyle M_{R}}, so ist {\displaystyle U} in einem maximalen Untermodul enthalten.[1]

## Innere direkte Summe von Untermoduln
Die innere direkte Summe von Moduln wird wie die innere direkten Summe von Vektorräumen definiert. Im Unterschied zu einem Vektorraum hat nicht jeder Modul eine Basis, sodass ein Modul normalerweise nicht die innere direkte Summe von zyklischen Untermoduln ist.

### Definition
Sei {\displaystyle (U_{i}\mid i\in I)}  eine Familie von Untermoduln  des Rechtsmoduls {\displaystyle M} und {\displaystyle \textstyle V=\sum _{i\in I}U_{i}}. Dann sind folgende Aussagen äquivalent.
- Für alle {\displaystyle i\in I} ist: {\displaystyle \textstyle U_{i}\cap \sum _{j\neq i}U_{j}=\{0\}}.
- Für alle endlichen Teilmengen {\displaystyle I_{e}\subset I} gilt: Ist {\displaystyle \textstyle \sum _{i\in I_{e}}u_{i}=\sum _{i\in I_{e}}u'_{i}}, wobei {\displaystyle u_{i}\in U_{i}} für alle {\displaystyle i\in I_{e}}, so gilt {\displaystyle \textstyle u_{i}=u'_{i}} für alle {\displaystyle i\in I_{e}}. Jedes {\displaystyle v\in V} lässt sich daher auf genau eine Weise als Summe von Elementen aus den {\displaystyle \textstyle U_{i}} darstellen.

Trifft eine dieser Aussagen zu, so heißt {\displaystyle V} die innere direkte Summe der {\displaystyle U_{i}}. Diese direkte Summe wird mit
{\displaystyle \textstyle \bigoplus _{i\in I}U_{i}}
bezeichnet. Der Untermodul {\displaystyle 0\neq U_{R}} von  {\displaystyle M} heißt direkter Summand von {\displaystyle M}, wenn es einen Untermodul {\displaystyle V}  von {\displaystyle M} gibt mit {\displaystyle U\oplus V=M}. Der Modul {\displaystyle M} heißt direkt unzerlegbar oder einfach unzerlegbar, wenn er keinen direkten Summanden ungleich {\displaystyle \{0\}} hat.

### Beispiele
1. Ist {\displaystyle V} ein Vektorraum über einem Körper oder Schiefkörper und {\displaystyle \{x_{i}\mid i\in I\}} eine Basis von {\displaystyle V} und ist {\displaystyle V_{i}} für jedes {\displaystyle i\in I} der von {\displaystyle x_{i}} erzeugte Untervektorraum, so ist {\displaystyle \textstyle V=\bigoplus _{i\in I}V_{i}}.
2. Jeder einfache Modul ist direkt unzerlegbar.
3. Ist {\displaystyle R} ein Integritätsring und {\displaystyle K_{R}} sein Quotientenkörper, so ist {\displaystyle K_{R}} als Modul über {\displaystyle R} unzerlegbar.
4. {\displaystyle 2\mathbb {Z} \subset \mathbb {Z} } ist kein direkter Summand, da es keinen injektiven Morphismus {\displaystyle \mathbb {Z} /2\mathbb {Z} \to \mathbb {Z} } gibt

## Besondere Untermoduln

### Maximale Untermoduln
Ein Untermodul {\displaystyle U\subset M} heißt maximal, wenn {\displaystyle U} in keinem echten Untermodul von M echt enthalten ist.
{\displaystyle U\subset M} ist genau dann ein maximaler Untermodul, wenn der Faktormodul {\displaystyle M/U} einfach ist. Jeder echte Untermodul eines endlich erzeugten Moduls ist in einem maximalen Untermodul. Das heißt, insbesondere hat jeder Ring maximale Ideale. Es gibt aber auch Moduln, die keine maximalen Untermoduln enthalten. So hat {\displaystyle \mathbb {Q} } keine maximalen Untermoduln.

### Große Untermoduln

#### Definition
Für einen Untermodul {\displaystyle U} von {\displaystyle M} sind äquivalent:
- Für alle Untermoduln {\displaystyle V\subset M} mit {\displaystyle U\cap V=\{0\}} ist {\displaystyle V=\{0\}}.
- Zu jedem {\displaystyle 0\neq x\in M} gibt es ein {\displaystyle r\in R} mit {\displaystyle 0\neq x\cdot r\in U}.

Erfüllt ein Untermodul {\displaystyle U\subset M} eine der äquivalenten Eigenschaften, dann heißt {\displaystyle U} groß  in {\displaystyle M}. Manchmal wird dies mit {\displaystyle U\trianglelefteq M} abgekürzt.

#### Beispiele
- In {\displaystyle \mathbb {Q} } als {\displaystyle \mathbb {Z} }-Modul ist jeder Untermodul {\displaystyle \neq \{0\}} groß.
- Das letzte Beispiel kann verallgemeinert werden. Ist {\displaystyle F} eine torsionsfreie abelsche Gruppe, so ist eine Untergruppe {\displaystyle U\subset F} genau dann groß, wenn die Faktorgruppe {\displaystyle F/U} ein Torsionsmodul ist.
- Ist {\displaystyle p} eine Primzahl und {\displaystyle n} eine natürliche Zahl größer 1, so ist in {\displaystyle \mathbb {Z} /(p^{n}\mathbb {Z} )} jeder Untermodul groß.
- In einem halbeinfachen Modul {\displaystyle M} ist nur der Modul selber groß in sich.

#### Eigenschaften
- Ist {\displaystyle U} groß in {\displaystyle M} und {\displaystyle V} ein Untermodul von {\displaystyle M} mit {\displaystyle U\subset V\subset M}, so ist {\displaystyle V} groß in {\displaystyle M}.
- Ist {\displaystyle U} groß in {\displaystyle V} und {\displaystyle V} groß in {\displaystyle W}, so ist {\displaystyle U} groß in {\displaystyle W}.
- Ist {\displaystyle (V_{i})_{i\in I}} eine nach oben filtrierende Familie von Untermoduln von {\displaystyle M} und ist {\displaystyle U} groß in jedem {\displaystyle V_{i}}, so ist {\displaystyle U} groß in {\displaystyle \textstyle \bigcup _{i}V_{i}}.
- Sind {\displaystyle (U_{i})_{i\in I},(A_{i})_{i\in I}} zwei Familien von Untermoduln von {\displaystyle M} und ist die Summe der {\displaystyle A_{i}} direkt, so gilt: Sind alle {\displaystyle U_{i}} groß in {\displaystyle A_{i}}, so ist {\displaystyle \textstyle \bigoplus _{i}U_{i}} groß in {\displaystyle \textstyle \bigoplus _{i}A_{i}}.
- Ein Untermodul {\displaystyle U\subset M} heißt  abgeschlossen , wenn er in keinem echten Obermodul groß ist. Zu jedem Untermodul {\displaystyle U\subset M} gibt es einen abgeschlossenen Untermodul {\displaystyle {\overline {U}}}, so dass {\displaystyle U} groß in {\displaystyle {\overline {U}}} ist.
- Sind {\displaystyle A,U} zwei Untermoduln von {\displaystyle M} mit {\displaystyle A\cap U=\{0\}}, so gibt es einen Obermodul {\displaystyle H} von {\displaystyle U}, welcher maximal bezüglich der Eigenschaft {\displaystyle A\cap H=\{0\}} ist. Es ist {\displaystyle A\oplus H} groß in {\displaystyle M}. Es ist {\displaystyle H} ein Durchschnittskomplement von {\displaystyle A}. Ein Durchschnittskomplement ist keineswegs eindeutig bestimmt.
- Ist {\displaystyle A} ein Untermodul von {\displaystyle M}, so gibt es zu {\displaystyle A} ein Durchschnittskomplement {\displaystyle A'} von {\displaystyle A}. Zu {\displaystyle A'} gibt es ein Durchschnittskomplement {\displaystyle A''} von {\displaystyle A'}, so dass {\displaystyle A} ein Untermodul von {\displaystyle A''} ist. Es ist {\displaystyle A} groß in {\displaystyle A''} und {\displaystyle A''} abgeschlossen in {\displaystyle M}.

### Der Sockel eines Moduls
Ist {\displaystyle M} ein Modul, so ist der Durchschnitt aller großen Untermoduln gleich der Summe aller einfachen Untermoduln. Dieser Untermodul heißt Sockel von {\displaystyle M}. Er ist der größte halbeinfache Untermodul von {\displaystyle M}. Er wird mit {\displaystyle \operatorname {So} (M)} bezeichnet. Ist
{\displaystyle f\colon M\rightarrow N}
ein Homomorphismus zwischen Moduln {\displaystyle M,N}, so ist {\displaystyle f(\operatorname {So} (M))} ein Untermodul von {\displaystyle \operatorname {So} (N)}. Insbesondere heißt dies, dass der Sockel ein {\displaystyle S}-Untermodul von {\displaystyle M} ist, wenn {\displaystyle S} der Endmorphismenring von {\displaystyle M} ist. Der Sockel des Ringes {\displaystyle R} als {\displaystyle R}-Rechtsmodul ist ein zweiseitiges Ideal. Außerdem ist 
{\displaystyle \operatorname {So} (\operatorname {So} (M))=\operatorname {So} (M)}
Der Sockel ist ein Präradikal.  Er ist mit direkten Summen vertauschbar. Das heißt: Ist {\displaystyle (A_{i})_{i\in I}} eine Familie von Untermoduln, deren Summe direkt ist, so ist
{\displaystyle \textstyle \operatorname {So} \left(\bigoplus _{i}A_{i}\right)=\bigoplus _{i}(\operatorname {So} (A_{i}))}.

### Kleine Untermoduln
Ein Untermodul {\displaystyle A\subset M} heißt klein in {\displaystyle M}, wenn für alle Untermoduln {\displaystyle U} von {\displaystyle M} gilt:
Ist {\displaystyle A+U=M}, so ist {\displaystyle U=M}.

#### Beispiele
- {\displaystyle \{0\}} ist in jedem Obermodul klein.
- In einer freien abelschen Gruppe ist nur der Modul {\displaystyle \{0\}} klein.
- In {\displaystyle \mathbb {Q} _{\mathbb {Z} }} ist jede endlich erzeugte Untergruppe klein als {\displaystyle \mathbb {Z} }-Untermodul.

#### Eigenschaften
- Die endliche Summe kleiner Untermoduln ist klein.
- Ist {\displaystyle f\colon M\rightarrow N} ein Homomorphismus und ist {\displaystyle A} klein in {\displaystyle M}, so ist {\displaystyle f(A)} klein in {\displaystyle N}.
- Ein zyklischer Untermodul {\displaystyle aR\subset M} ist genau dann nicht klein in {\displaystyle M}, wenn es einen maximalen Untermodul {\displaystyle U\subset M} gibt, mit {\displaystyle a\notin U}.

### Das Radikal eines Moduls
Die Summe aller kleinen Untermoduln von {\displaystyle M} ist gleich dem Durchschnitt aller maximalen Untermoduln von {\displaystyle M}. Dieser Untermodul heißt Radikal von {\displaystyle M}. Er wird mit {\displaystyle \operatorname {Rad} (M)} bezeichnet.

#### Eigenschaften des Radikals
- Ist {\displaystyle f\colon M\rightarrow N} ein Homomorphismus, so ist {\displaystyle f(\operatorname {Rad} (M))} ein Untermodul von  {\displaystyle \operatorname {Rad} (N)} (Siehe auch Jacobson-Radikal). Das Radikal ist ein Unterfunktor der Identität. Insbesondere ist {\displaystyle \operatorname {Rad} (R_{R})} ein zweiseitiges Ideal.
- {\displaystyle \operatorname {Rad} (M/\operatorname {Rad} (M))=\{0\}}. Der kleinste Untermodul {\displaystyle C} von {\displaystyle M} mit {\displaystyle \operatorname {Rad} (M/C)=\{0\}} ist {\displaystyle \operatorname {Rad} (M)}.
- Das Radikal ist mit direkten Summen vertauschbar. Das heißt: Ist {\displaystyle (M_{i}\mid i\in I)} eine Familie von Moduln, so gilt: {\displaystyle \textstyle \operatorname {Rad} (\bigoplus _{i}M_{i})=\bigoplus _{i}\operatorname {Rad} (M_{i})}.
- {\displaystyle M\cdot \operatorname {Rad} (R_{R})} ist ein Untermodul von {\displaystyle \operatorname {Rad} (M)}.
- Ist {\displaystyle M} endlich erzeugt, so ist {\displaystyle \operatorname {Rad} (M)} klein in {\displaystyle M}.
- Ist {\displaystyle M} endlich erzeugt und das Ideal {\displaystyle {\mathfrak {a}}} ein Untermodul von {\displaystyle \operatorname {Rad} (R_{R})}, dann ist {\displaystyle M\cdot {\mathfrak {a}}} klein in {\displaystyle M}. Dies ist das Lemma von Nakayama.